# Виборчий округ 92
Виборчий округ 92 — виборчий округ в Київській області. В сучасному вигляді був утворений 28 квітня 2012 постановою ЦВК №82 (до цього моменту існувала інша система виборчих округів). Окружна виборча комісія цього округу розташовується в Узинському міському будинку культури за адресою м. Узин, вул. Карла Маркса, 1.
До складу округу входять Білоцерківський, Володарський, Ставищенський, Таращанський, Тетіївський райони та частина Сквирського району (місто Сквира та територія на південний схід від нього). Виборчий округ 92 межує з округом 91 на північному заході, з округом 94 на півночі, з округом 93 на північному сході і на сході, з округом 199 на південному сході, з округом 200 на півдні, з округом 18 на південному заході і на заході та має всередині округ 90 у вигляді ексклаву. Виборчий округ №92 складається з виборчих дільниць під номерами 320037-320093, 320398-320430, 320862-320871, 320875-320877, 320880-320881, 320886, 320890-320892, 320895, 320901, 320904-321007 та 321426.

## Народні депутати від округу
| Ім'я                        | Фото | Партія               | Скликання | Дата набуття повноважень | Дата припинення повноважень |
| --------------------------- | ---- | -------------------- | --------- | ------------------------ | --------------------------- |
| Кацуба Сергій Володимирович |      | Партія регіонів      | 7-ме      | 12 грудня 2012           | 27 листопада 2014           |
| Гудзенко Віталій Іванович   |      | Блок Петра Порошенка | 8-ме      | 27 листопада 2014        | 29 серпня 2019              |
| Колюх Валерій Вікторович    |      | Слуга народу         | 9-те      | 29 серпня 2019           |                             |

## Результати виборів

### Парламентські

#### 2019
На парламентських виборах 2019 року округ №92 відзначився великою кількістю кандидатів-двійників. Окрім чинного на момент виборів народного депутата Віталія Івановича Гудзенка був ще один кандидат, Віктор Іванович Гудзенко (таке саме прізвище та по-батькові). Були також Віталій Михайлович Гудзенко та Віталій Олександрович Гудзенко (однакові ім'я та прізвище), однак вони зняли свої кандидатури ще до дня виборів. Колишній прокурор Олександр Борисович Ференець також мав двох двійників, яких звали Олександр Володимирович Ференець та Олександр Петрович Ференець, але вони так само зняли свої кандидатури.

Кандидати-мажоритарники:
- Колюх Валерій Вікторович (Слуга народу)
- Світовенко Віктор Вікторович (Батьківщина)
- Ференець Олександр Борисович (самовисування)
- Гудзенко Віталій Іванович (самовисування)
- Бецман Руслан Михайлович (самовисування)
- Фурдичка Микола Григорович (Опозиційна платформа — За життя)
- Джужик Леонід Петрович (самовисування)
- Гудзенко Віктор Іванович (самовисування)
- Деркач Юрій Олексійович (Свобода)
- Харута Вадим Григорович (Радикальна партія)
- Канюра Олександр Андрійович (УДАР)
- Кириченко Юрій Васильович (Аграрна партія України)
- Поліщук Станіслав Михайлович (Опозиційний блок)
- Коваль Михайло Васильович (самовисування)
- Боярчук Олександр Миколайович (самовисування)
- Толочин Олексій Борисович (самовисування)

#### 2014
Кандидати-мажоритарники:
- Гудзенко Віталій Іванович (Блок Петра Порошенка)
- Світовенко Віктор Вікторович (Батьківщина)
- Глиняний Леонід Петрович (самовисування)
- Балагура Олег Вікторович (Заступ)
- В'юник Олександр Григорович (Народний фронт)
- Хмельницький Вячеслав Вікторович (самовисування)
- Гудзенко Віктор Іванович (самовисування)
- Голуб Руслан Тарасович (самовисування)
- Колюх Валерій Вікторович (самовисування)
- Гейло Ігор Вікторович (самовисування)
- Кацуба Сергій Володимирович (самовисування)
- Черній Віктор Пилипович (Українська республіканська партія)
- Кот Оксана Павлівна (Комуністична партія України)
- Загородній Сергій Якович (Зелена планета)
- Цісельський Сергій Мечиславович (самовисування)
- Кубенко Антоніна Яківна (самовисування)
- Войченко Сергій Вікторович (самовисування)
- Ковба Руслан Анатолійович (самовисування)
- Приколотіна Юлія Павлівна (самовисування)
- Єфіменко Віталій Олегович (самовисування)
- Мазуренко Сергій Васильович (самовисування)
- Хахуліна Анастасія Юріївна (самовисування)
- Науменко Борис Вікторович (самовисування)
- Маслянчук Петро Людвігович (самовисування)
- Черниш Антон Сергійович (самовисування)
- Левчук Євгеній Васильович (самовисування)
- Єфіменко Євгеній Олегович (самовисування)
- Мудрік Віктор Вітович (самовисування)
- Макітренко Олександр Васильович (самовисування)

#### 2012
Кандидати-мажоритарники:
- Кацуба Сергій Володимирович (Партія регіонів)
- Світовенко Віктор Вікторович (Батьківщина)
- Гудзенко Віталій Іванович (самовисування)
- Філіпчук Дмитро Васильович (самовисування)
- Титаренко Віталій Анатолійович (Народна партія)
- Світовенко Максим Володимирович (самовисування)
- Титарчук Василь Васильович (Україна — Вперед!)
- Колодіна Ярослава Іванівна (Комуністична партія України)
- Ушинський Олександр Євгенович (самовисування)
- Мороз Олександр Володимирович (Соціалістична Україна)
- Добровольський Володимир Олександрович (самовисування)
- Савчук Юрій Степанович (Віче)
- Гученко Петро Федорович (самовисування)
- Тагієв Ровшан Сурхай Огли (Соціалістична партія України)
- Нечипорук Юрій Володимирович (Молодіжна партія України)
- Демиденко Євгеній Вікторович (самовисування)
- Рафальська Валентина Леонідівна (самовисування)
- Миненок Наталія Юріївна (Патріотична партія України)
- Писанна Надія Андріївна (самовисування)
- Федоренко Павло Іванович (самовисування)
- Іонов Олександр Васильович (самовисування)
- Долюк Олег Борисович (самовисування)
- Радамовський Микола Миколайович (самовисування)
- Паршин Олександр Володимирович (самовисування)

## Явка
Явка виборців на окрузі: